# Kenton (Londen)
Kenton is een wijk in het Londense bestuurlijke gebied Brent, in de regio Groot-Londen.